# Třída Tursas
Třída Tursas je třída hlídkových lodí finské pohraniční stráže. Sloužit mohou i jako záchranná plavidla a remorkéry. Celkem byly postaveny dvě jednotky této třídy. Do služby byly zařazeny v letech 1986–1987. Dvě nové hlídkové lodě je mají nahradit v letech 2025–2026. Derivátem třídy Tursas je švédská hlídková loď Gotland (Kbv 181).

## Pozadí vzniku
Celkem byly postaveny dvě jednotky této třídy. Stavbu zajistila finská loděnice Rauma Repola v Uusikaupunki. Do služby byly zařazeny v letech 1986–1987.
Jednotky třídy Tursas:
| Jméno  | Založení kýlu | Spuštění na vodu | Uvedena do služby | Poznámka |
| ------ | ------------- | ---------------- | ----------------- | -------- |
| Tursas | 4. září 1985  | 31. ledna 1986   | 6. června 1986    | aktivní  |
| Uisko  | 4. dubna 1986 | 19. června 1986  | 27. ledna 1987    | aktivní  |

## Konstrukce

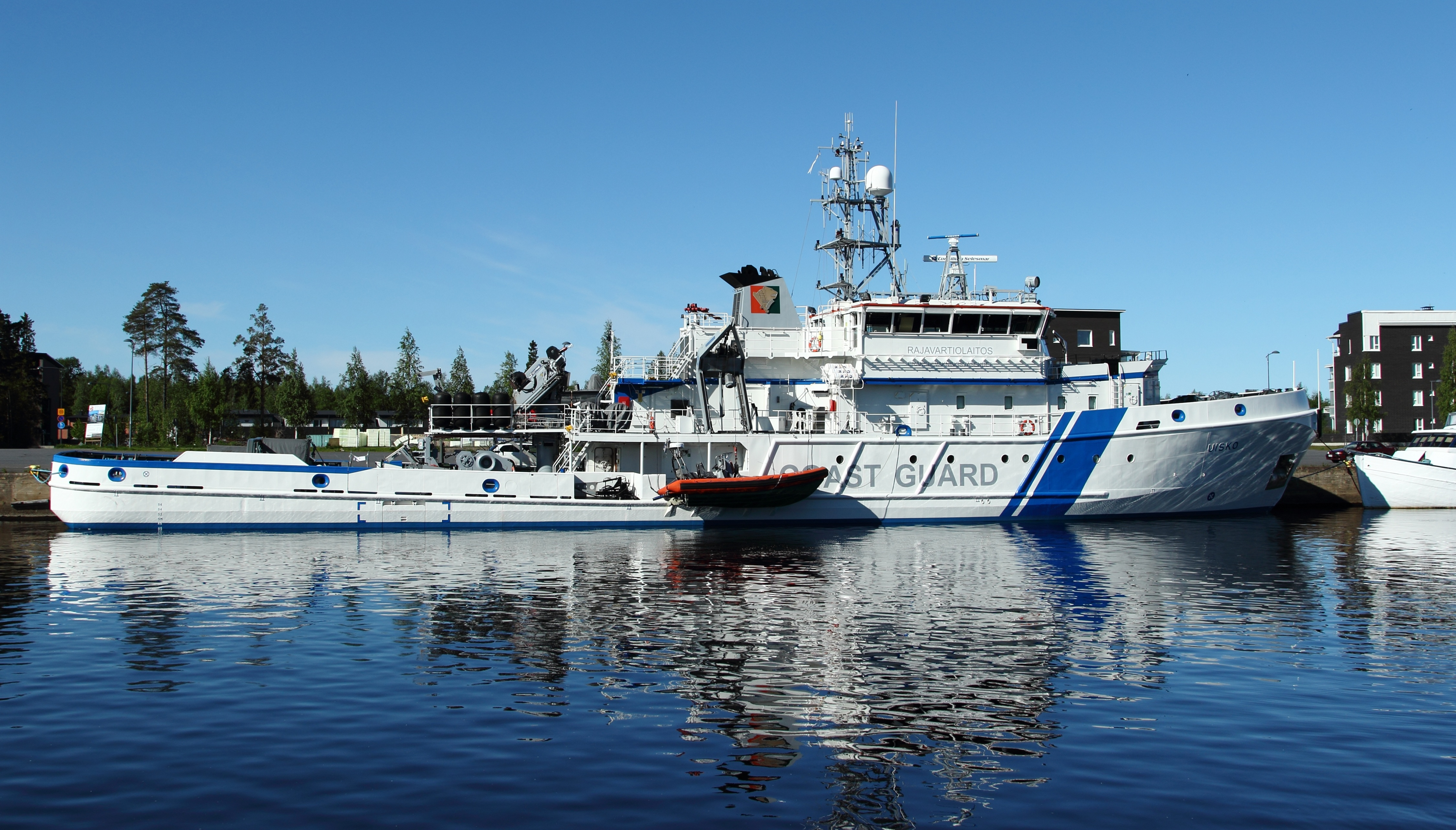
Uisko v Oulu v roce 2015

Plavidla jsou vybavena dvěma navigačními radary a sonarem SS105. Vyzbrojena jsou 23mm dvoukanónem. Pohonný systém tvoří dva diesely Wärtsilä-Vasa 8R22 o výkonu 3200 hp, pohánějící dva lodní šrouby. Nejvyšší rychlost dosahuje 15,5 uzlu.

### Modernizace
Roku 2007 byla obě plavidla modernizována. Trup byl prodloužen na 61,2 metru a výtlak narostl na 1270 tun. Ponor se zvětšil na 4,6 metru. Původní radary nahradily dva radary typů Furuno a Selesmar. Upravený pohonný systém tvořily dva dieselgenerátory, dva elektromotory o výkonu 4490 hp a dva pody. Nejvyšší rychlost se zvýšila na šestnáct uzlů.